# Mysz gładkowłosa
Mysz gładkowłosa (Mus platythrix) – endemiczny gatunek gryzoni z rodziny myszowatych, występujący wyłącznie w Indiach. Gatunek został opisany naukowo w 1832 roku przez F.D. Bennetta.

## Biologia
Mysz gładkowłosa występuje na Półwyspie Indyjskim, głównie w południowych i środkowych Indiach; doniesienia o występowaniu w południowym Pakistanie prawdopodobnie są wynikiem mylnej identyfikacji myszy skalnej (Mus saxicola). Jest spotykana od poziomu morza do 2000 m n.p.m. w tropikalnych i subtropikalnych suchych, liściastych lasach i zaroślach. Zamieszkuje różnorodne środowiska, generalnie obszary suche i otwarte, w niektórych obszarach zajmuje tereny ruderalne. Prowadzi nocny, naziemny tryb życia.

## Populacja
Jest to gatunek najmniejszej troski, spotykany na dużym obszarze. Gatunek jako całość nie jest zagrożony, populacja jest uznawana za stabilną. Występuje w kilku obszarach chronionych. Gatunek nie jest chroniony, ustawa o ochronie przyrody z 1972 roku uznaje go za szkodnika. Dla jego ochrony rekomendowane są  badania terenowe i monitoring populacji.